# Grand Prix Formule 1 van Bahrein 2010

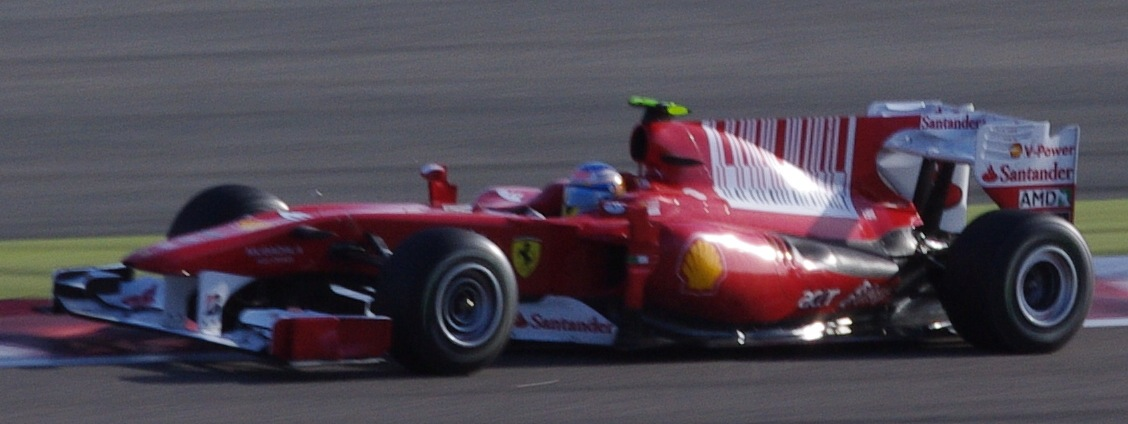
Fernando Alonso zette in Bahrein zijn allereerste optreden voor Ferrari maar gelijk om in winst.

De Grand Prix Formule 1 van Bahrein 2010 werd gehouden op 14 maart 2010 op het Bahrain International Circuit. Het was de eerste race uit het kampioenschap, net als in 2006. De GP vond plaats op het verlengde circuit.
Sebastian Vettel, van het Red Bull Racing team, veroverde de poleposition voor deze race, voor Felipe Massa en Fernando Alonso, beiden uitkomend voor Ferrari. Alonso won de race, waarmee hij de vierde Ferrari-coureur werd die zijn eerste race voor de Scuderia won. Juan Manuel Fangio ging hem voor in 1956, Nigel Mansell deed dit in 1989 en Kimi Räikkönen in 2007.

## Kwalificatie
| Positie | Nr | Coureur            | Constructeur         | Q1       | Q2       | Q3       | Grid |
| ------- | -- | ------------------ | -------------------- | -------- | -------- | -------- | ---- |
| 1       | 5  | Sebastian Vettel   | RBR-Renault          | 1:55.029 | 1:53.883 | 1:54.101 | 1    |
| 2       | 7  | Felipe Massa       | Ferrari              | 1:55.313 | 1:54.331 | 1:54.242 | 2    |
| 3       | 8  | Fernando Alonso    | Ferrari              | 1:54.612 | 1:54.172 | 1:54.608 | 3    |
| 4       | 2  | Lewis Hamilton     | McLaren-Mercedes     | 1:55.341 | 1:54.707 | 1:55.217 | 4    |
| 5       | 4  | Nico Rosberg       | Mercedes GP          | 1:55.463 | 1:54.682 | 1:55.241 | 5    |
| 6       | 6  | Mark Webber        | RBR-Renault          | 1:55.298 | 1:54.318 | 1:55.284 | 6    |
| 7       | 3  | Michael Schumacher | Mercedes GP          | 1:55.593 | 1:55.105 | 1:55.524 | 7    |
| 8       | 1  | Jenson Button      | McLaren-Mercedes     | 1:55.715 | 1:55.168 | 1:55.672 | 8    |
| 9       | 11 | Robert Kubica      | Renault              | 1:55.511 | 1:54.963 | 1:55.885 | 9    |
| 10      | 14 | Adrian Sutil       | Force India-Mercedes | 1:55.213 | 1:54.996 | 1:56.309 | 10   |
| 11      | 9  | Rubens Barrichello | Williams-Cosworth    | 1:55.969 | 1:55.330 |          | 11   |
| 12      | 15 | Vitantonio Liuzzi  | Force India-Mercedes | 1:55.628 | 1:55.623 |          | 12   |
| 13      | 10 | Nico Hülkenberg    | Williams-Cosworth    | 1:56.375 | 1:55.857 |          | 13   |
| 14      | 22 | Pedro de la Rosa   | BMW Sauber-Ferrari   | 1:56.428 | 1:56.237 |          | 14   |
| 15      | 16 | Sébastien Buemi    | STR-Ferrari          | 1:56.189 | 1:56.265 |          | 15   |
| 16      | 23 | Kamui Kobayashi    | BMW Sauber-Ferrari   | 1:56.541 | 1:56.270 |          | 16   |
| 17      | 12 | Vitali Petrov      | Renault              | 1:56.167 | 1:56.619 |          | 17   |
| 18      | 17 | Jaime Alguersuari  | STR-Ferrari          | 1:57.071 |          |          | 18   |
| 19      | 24 | Timo Glock         | Virgin-Cosworth      | 1:59.728 |          |          | 19   |
| 20      | 18 | Jarno Trulli       | Lotus-Cosworth       | 1:59.852 |          |          | 20   |
| 21      | 19 | Heikki Kovalainen  | Lotus-Cosworth       | 2:00.313 |          |          | 21   |
| 22      | 25 | Lucas di Grassi    | Virgin-Cosworth      | 2:00.587 |          |          | 22   |
| 23      | 21 | Bruno Senna        | HRT-Cosworth         | 2:03.204 |          |          | Pit  |
| 24      | 20 | Karun Chandhok     | HRT-Cosworth         | 2:04.904 |          |          | Pit  |

## Race
| Positie | Nr | Coureur            | Constructeur         | Rondes | Tijd/Oorzaak uitval | Startplaats | Punten |
| ------- | -- | ------------------ | -------------------- | ------ | ------------------- | ----------- | ------ |
| 1       | 8  | Fernando Alonso    | Ferrari              | 49     | 1:39:20.396         | 3           | 25     |
| 2       | 7  | Felipe Massa       | Ferrari              | 49     | +16.099             | 2           | 18     |
| 3       | 2  | Lewis Hamilton     | McLaren-Mercedes     | 49     | +23.182             | 4           | 15     |
| 4       | 5  | Sebastian Vettel   | RBR-Renault          | 49     | +38.799             | 1           | 12     |
| 5       | 4  | Nico Rosberg       | Mercedes GP          | 49     | +40.213             | 5           | 10     |
| 6       | 3  | Michael Schumacher | Mercedes GP          | 49     | +44.163             | 7           | 8      |
| 7       | 1  | Jenson Button      | McLaren-Mercedes     | 49     | +45.280             | 8           | 6      |
| 8       | 6  | Mark Webber        | RBR-Renault          | 49     | +46.360             | 6           | 4      |
| 9       | 15 | Vitantonio Liuzzi  | Force India-Mercedes | 49     | +53.008             | 12          | 2      |
| 10      | 9  | Rubens Barrichello | Williams-Cosworth    | 49     | +1:02.489           | 11          | 1      |
| 11      | 11 | Robert Kubica      | Renault              | 49     | +1:09.093           | 9           |        |
| 12      | 14 | Adrian Sutil       | Force India-Mercedes | 49     | +1:22.958           | 10          |        |
| 13      | 17 | Jaime Alguersuari  | STR-Ferrari          | 49     | +1:32.656           | 18          |        |
| 14      | 10 | Nico Hülkenberg    | Williams-Cosworth    | 48     | +1 ronde            | 13          |        |
| 15      | 19 | Heikki Kovalainen  | Lotus-Cosworth       | 47     | +2 rondes           | 21          |        |
| 16      | 16 | Sébastien Buemi    | STR-Ferrari          | 46     | Elektrisch          | 15          |        |
| 17      | 18 | Jarno Trulli       | Lotus-Cosworth       | 46     | Hydraulisch         | 20          |        |
| Ret     | 22 | Pedro de la Rosa   | BMW Sauber-Ferrari   | 28     | Hydraulisch         | 14          |        |
| Ret     | 21 | Bruno Senna        | HRT- Cosworth        | 17     | Oververhitting      | 23          |        |
| Ret     | 24 | Timo Glock         | Virgin-Cosworth      | 16     | Versnellingsbak     | 19          |        |
| Ret     | 12 | Vitali Petrov      | Renault              | 13     | Ophanging           | 17          |        |
| Ret     | 23 | Kamui Kobayashi    | BMW Sauber-Ferrari   | 11     | Hydraulisch         | 16          |        |
| Ret     | 25 | Lucas di Grassi    | Virgin-Cosworth      | 2      | Hydraulisch         | 22          |        |
| Ret     | 20 | Karun Chandhok     | HRT-Cosworth         | 1      | Ongeval             | 24          |        |

## Noot
- Dit was het debuut van de Braziliaanse coureurs Bruno Senna en Lucas di Grassi, de Russische coureur Vitaly Petrov - de eerste Rus in de Formule 1 - de Indiaanse coureur Karun Chandhok en de Duitse coureur Nico Hülkenberg.
- Fernando Alonso breidde zijn record uit door de Grote Prijs van Bahrein voor de derde keer te winnen (eerdere overwinningen in 2005 en 2006).

2004 · 2005 · 2006 · 2007 · 2008 · 2009 · 2010 · 2012 · 2013 · 2014 · 2015 · 2016 · 2017 · 2018 · 2019 · 2020 · 2021 · 2022 · 2023 · 2024 · 2025 · 2026 · 2027 · 2028 · 2029 · 2029 · 2030 · 2031 · 2032 · 2033 · 2034 · 2035 · 2036